# СУ-122
СУ-122 је совјетско самоходно артиљеријско оруђе из Другог светског рата.

## Историја
У пролеће 1942. конструисан је јуришни топ са хаубицом М-30 од 122 mm на шасији тенка Т-34. Производња је започела у децембру 1942 и укупно је направљено 636 возила.

## Карактеристике
СУ-122 се састојао од шасије Т-34 на којој је подигнут фиксиран заклон у који је убачена хаубица М-30 калибра 122 mm. Оруђе је имало елевацију од -3 до +26 степени и бочну покретљивост од 10 степени на обе стране. Петочлана посада састојала се од возача и нишанџије (иза њега) на левој страни, командира на десној, и два пуниоца позади. Возило је имало 40 метака за хаубицу, а није било споредног оружја (митраљеза).

## У борби
СУ-122 био је популаран у служби, али је појава немачког тенка Тигар довела до потребе за специјализованим против-тенковским возилима, што СУ-122 и СУ-76 нису могли да испуне. Већ у мају 1943. почело је наоружавање СУ-122 са ПТ топом од 85 mm и тако је настало ново возило - СУ-85.